# Ciudad portuaria fenicia La Fonteta

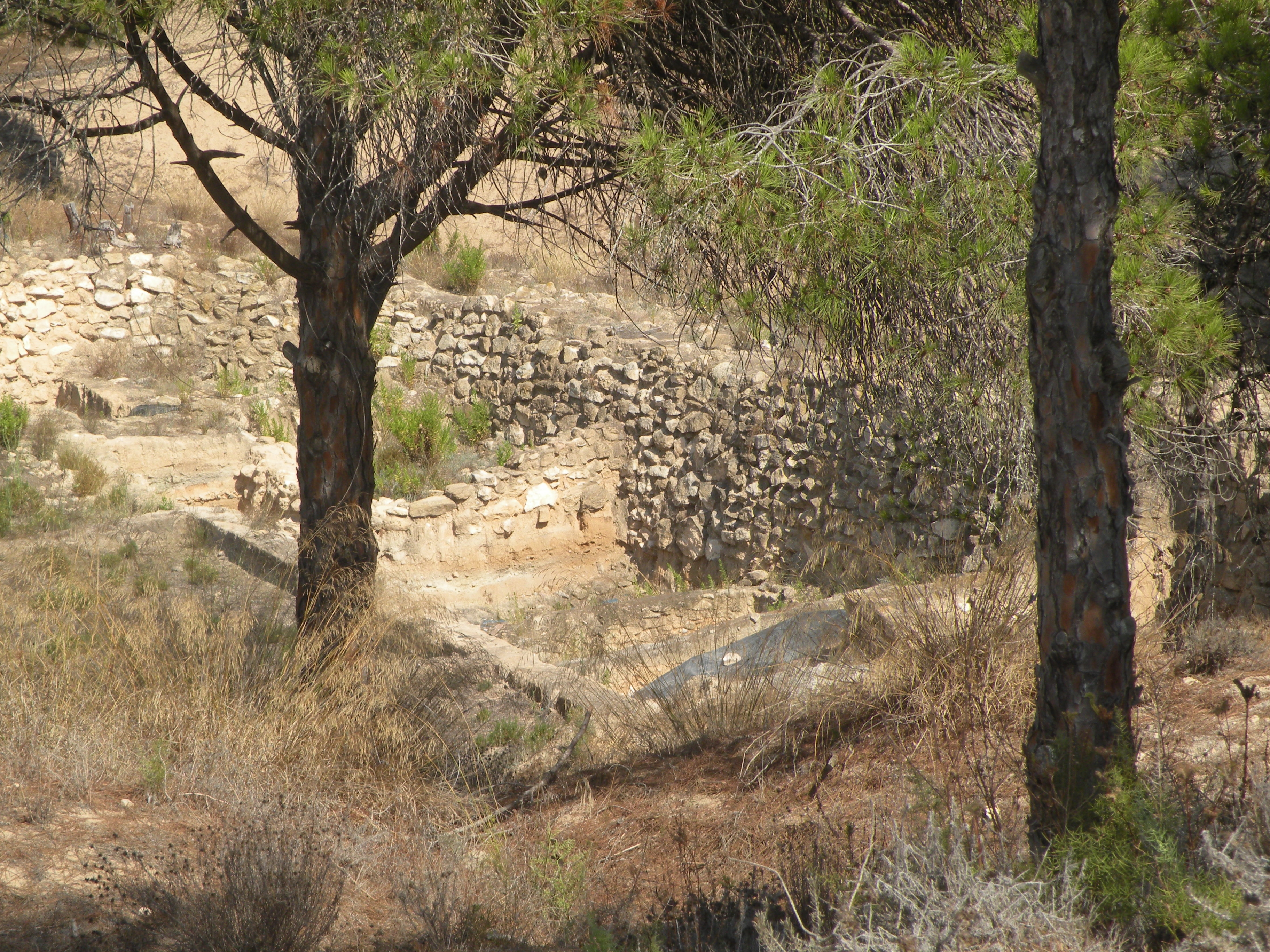
La Fonteta (Guardamar).

La Fonteta es una antigua ciudad portuaria fenicia localizada en el término municipal de Guardamar del Segura (Alicante, España). Su relevancia viene determinada por ser un enclave orientalizante en la zona levantina de la península ibérica, puerto de entrada a las rutas comerciales del interior.
Se trata de una instalación fenicia en la margen derecha de la desembocadura del río Segura de los siglos VIII al VI a. C., cuyas dimensiones parecen configurar un entorno urbano que bien pudo alcanzar las ocho hectáreas convirtiéndose en una de las principales ciudades fenicias del Mediterráneo.
Si a su extensión y a la calidad del registro arqueológico le añadimos ese especial estado de conservación propiciado por la cubierta de arenas, nos enfrentamos sin duda ante una de las mejores ciudades fenicias de los siglos VIII y VII a. C., superando a muchos centros clásicos de la civilización fenicia tanto en Occidente como en el propio lugar de origen. 
La detección de áreas metalúrgicas en La Fonteta abre extraordinarias expectativas para la valoración y explicación de los comienzos de la siderurgia en la protohistoria del Mediterráneo Occidental. Sin duda es uno de los más completos conjuntos metalúrgicos del mundo fenicio occidental, viniendo a complementar la información, más exigua, de otros centros fenicios del litoral mediterráneo. 
La importancia de este yacimiento guardamarenco radica, en primer lugar, en la existencia en el mismo de una enorme muralla de fortificación, elemento escaso en el resto de yacimientos fenicios de la península ibérica. En segundo lugar, el haber encontrado restos de una antigua actividad metalúrgica, lo que demuestra lo especial del enclave de La Fonteta. Y, finalmente, el alto grado de conservación de los restos arqueológicos dado que se encontraban enterrados en finas arenas.
Entre el material encontrado hay un amplio repertorio tipológico de cerámicas fenicias: ánforas; platos, lucernas de barniz rojo, etc. Cabe destacar la aparición de cerámica griega arcaica, y objetos rituales como huevos de avestruz, marfil, escarabeos, etc. La aparición de elementos arquitectónicos reutilizados en la muralla, evidencia la existencia de un templo o santuario en el entorno. 